# Clinton Heylin
Clinton Heylin (8 de abril de 1960)  es un escritor británico conocido principalmente por sus libros sobre música popular, y más concretamente sobre el músico Bob Dylan.

## Biografía
Heylin acudió a la Mánchester Grammar School y estudió historia en Bedford College, donde fue contemporáneo de Debbie McGee. También estudió historia en la Universidad de Sussex.
Durante su carrera, Heylin ha escrito extensamente sobre la vida y obra musical de Bob Dylan, combinando entrevistas con material de archivo. Ha publicado una biografía extensa del músico, Dylan: Behind the Shades (1991), seguida de una segunda edición revisada, Bob Dylan: Behind The Shades - Take Two (2000). También ha publicado un análisis detallado de cada canción de Dylan en dos volúmenes: Revolution In The Air: The Songs of Bob Dylan: Vol. 1: 1957-73 (2009) y Still On The Road: The Songs of Bob Dylan: Vol. 2: 1974-2008 (2010), que analizan un total de 610 canciones del músico. En 2011, para conmemorar el 70 cumpleaños de Dylan, Heylin reeditó Behind the Shades con el título de Behind the Shades: The 20th Anniversary Edition, añadiendo nuevo material sobre el trabajo de Dylan desde 2000.
Aunque su principal trabajo como escritor ha sido la obra musical de Dylan, Heylin también ha escrito biografías de músicos como Van Morrison y Sandy Denny y ha publicado Despite The System: Orson Welles versus The Hollywood Studios, un estudio de Orson Welles, y So Long As Men Can Breathe, sobre William Shakespeare.
En 2012, Heylin publicó All the Madmen, un libro sobre el tema de la enfermedad mental en la música rock británica. El libro incluyó capítulos sobre la conferencia de la dialéctica de la liberación en 1967, sobre Syd Barrett, el álbum de Pink Floyd The Dark Side of the Moon, la temática de la esquizofrenia en canciones de David Bowie, el álbum de The Who Quadrophenia y Nick Drake.
El mismo año, editó E Street Shuffle: The Glory Days of Bruce Springsteen and the E Street Band, una biografía de Bruce Springsteen y un análisis sobre sus logros en el estudio de grabación.